# Objetivo: Banco de Inglaterra
Objetivo: Banco de Inglaterra (The League of Gentlemen) es una película británica policiaca de 1960, protagonizada por Jack Hawkins, Nigel Patrick y Richard Attenborough. Está basada en la novela homónima de 1958, escrita por John Boland, y adaptada para la película por Bryan Forbes. Fue realizada en dos meses por Allied Film Makers, y distribuida por Organización Rank.
En 2006, una versión restaurada de la película fue lanzada al mercado en una edición especial en DVD en el Reino Unido, y en 2008 una edición restaurada fue lanzada al mercado en España.

## Argumento
Un teniente coronel que ha sido expulsado del Ejército Británico reúne a un grupo de oficiales retirados, todos ellos expertos en diversas materias, para llevar a cabo un robo en un banco inglés.

## Reparto
- Jack Hawkins: Teniente coronel Norman Hyde
- Nigel Patrick: Mayor Peter Race
- Roger Livesey: Capitán Mycroft
- Richard Attenborough: Teniente Edward Lexy
- Bryan Forbes: Capitán Martin Porthill
- Kieron Moore: Capitán Stevens
- Terence Alexander: Mayor Rupert Rutland-Smith
- Norman Bird: Capitán Frank Weaver
- Robert Coote: Brigadier "Bunny" Warren
- Melissa Stribling: Peggy
- Nanette Newman: Elizabeth Rutland-Smith
- Lydia Sherwood: Hilda
- Doris Hare: Molly Weaver
- David Lodge: Sargento mayor
- Patrick Wymark: Wylie
- Gerald Harper: Capitán Saunders